# Alfredo Zimmermann Resta
Alfredo Zimmermann Resta (3 de marzo de 1895 - 23 de enero de 1925) fue un ingeniero argentino que falleció en un accidente ferroviario en las cercanías de San Antonio Oeste. Participó en la construcción del actual Tren Patagónico, que une las ciudades de Viedma y San Carlos de Bariloche en la provincia de Río Negro. Además, un apeadero en la línea mencionada lleva su nombre.

## Infancia y juventud
Zimmermann Resta nació el 3 de marzo de 1895. Debido a su débil naturaleza, durante su infancia se vio afectado por graves enfermedades, las cuales fueron vencidas gracias al cuidado maternal, que posteriormente permitió su desarrollo físico. Terminó sus estudios básicos en la escuela "Cornelio Saavedra" y, desde pequeño, era aficionado a la astronomía. Zimmermman se proveía en su propia casa de los instrumentos necesarios para realizar observaciones meteorológicas; como consecuencia de este interés hacia la astronomía, también lo entusiasmaban las matemáticas.

### En el Colegio Nacional
A los catorce años ingresó al Colegio Nacional Domingo Faustino Sarmiento, manteniendo durante todos los cursos un promedio de alumno distinguido. Al llegar a tercer año se lo designó celador debido a sus buenas calificaciones. En el Centro de Estudiantes del mencionado colegio desempeñó los cargos de vicepresidente, miembro de la comisión de conferencias y secretario y redactor de la Revista, con la cual colaboró en gran medida.
Con el objetivo de tener una mayor libertad de estudios renunció al cargo de celador antes de terminar el bachillerato, pudiendo dedicarse a la preparación de alumnos, sobre todo en instancias previas a exámenes y en las horas que le quedaban libres. Fue profesor de física y matemáticas durante tres años en los cursos de ingreso del Centro de Estudiantes y, al mismo tiempo, trabajó en la tesorería de la comisión Pro aeroplano estudiantil.

### En el Observatorio Astronómico de La Plata
A los dieciséis años de edad, en las vacaciones de 1911, fue designado para reemplazar al ingeniero Jorge E. Bosch, jefe de la oficina de meteorología del Observatorio Nacional de La Plata, durante la licencia de tres meses que le fue dada. Zimmermann se trasladó a vivir al Observatorio y recibió las felicitaciones de Bosch, por la forma prolija y competente con que lo había sustituido; sus labores están atestiguadas por veinte y tres libretas y cuadernos de observaciones. Teniendo conocimiento de estas aptitudes, extrañas en un joven, el doctor Joaquín V. González, presidente de la Universidad, se empeñó para que Zimmermman permaneciera en el establecimiento. Sin embargo, reconociendo las buenas intenciones del educador, Zimmermann se dio cuenta rápidamente del ambiente desordenado que allí se encontraba. Esto era a causa del entredicho que existía entre el Consejo Superior y el astrónomo Porro, conflicto que cesó con el retorno de este a Europa.
Recordaba con placer su estadía en el Observatorio, lo que en él había aprendido y el agrado que tenía por aquella vida serena y tranquila, ajena a todo bullicio. Bosch regresó a su puesto y Zimmermann a su hogar, para finalizar el bachillerato, dedicándose también a sus aficiones científicas y literarias. Casi todas las noches se juntaba con sus amigos y sus compañeros en su propia casa, donde discutían el último tema enseñado, la nueva cuestión suscitada, el nuevo libro o la idiosincrasia de algún profesor. No hablaban de ningún chisme chato o pueril, sino que aquellos jóvenes ansiosos de aprender planteaban controversias y trataban de disipar las dudas surgidas.
Eran contadas las veces que Zimmermann asistía a un teatro o a una fiesta social. Tenía un carácter jovial, fácil de impresionar y, si a su hogar lo azotaba alguna desgracia, él siempre estaba allí, revelando en su plácida fisonomía el gesto de la amargura.